# Mariupol
Mariupol (ukránul: Маріуполь, oroszul: Мариуполь) területi jelentőségű (alárendeltségű) város Ukrajna Donecki területén. 1948–1989 között a város neve Zsdanov (Жданов) volt. A legnagyobb város az Azovi-tenger partján, és egyben Ukrajna tizedik legnagyobb városa. Népessége 2021-ben mintegy 432 000 fő volt.
2022-ben az Ukrajna elleni orosz invázió során a megszálló erők ostrom alá vették a várost. Az összecsapásban a város épületállománya szinte teljesen megsemmisült, és több mint 10 000 civil vesztette életét az orosz bombázásokban. Egyéb adatok szerint a Mariupoli harcok első napjaiban több mint 25.000-en haltak meg, de jogvédő szervezetek becslései alapján ez a szám akár 100 ezer fő is lehetett.
Az ukrán hatóságok 2023. augusztusi becslése szerint a város lakossága 120.000 fő körüli lehet. Mariupol 2022. májusa óta orosz irányítás alatt áll.

## Fekvése
Ukrajna délkeleti részén, az Azovi-tenger partján, a Kalmiusz folyó torkolatában terül el. 115 km-re délre fekszik Doneck területi székhelytől, mellyel vasútvonal köti össze.

## Története

### Alapításának előzményei
Az Azovi-tenger vidéke a 13. században az Arany Horda része, majd a 15. században abból levált Krími kánság része lett. Később a gyéren lakott déli sztyepp orosz szempontból peremvidéknek és a zaporozsjei kozákság területének számított. Központjuk, a Zaporozsjei szics a Dnyeper alsó folyása mentén, a hajózást nehezítő híres zuhatagokon túl (oroszul: „za porogi”, ukránul: "za porohami") alakult ki. II. Katalin cárnő utasítására 1775-ben katonai erővel felszámolták a szics-et, amelyhez a Kalmiusz folyó torkolata közelében létesített és a krími tatárok által 1769-ben felégetett kozák Dolmaha erődítmény is tartozott.
Az első orosz-török háborút lezáró kücsük-kajnardzsi békeszerződés (1774) értelmében az Azov-vidék jelentős része is az Orosz Birodalomhoz került. A Krími kánság kivált az Oszmán Birodalomból és formálisan független lett, de később, 1783-ban az Orosz Birodalom annektálta, és végleg megszűnt. Addigra a Krím-félsziget keresztény – görög és részben örmény – lakosságát áttelepítették az észak-azovi régióba, ahol letelepedésükhöz külön-külön területeket jelöltek ki. Az átköltöztetés a híres orosz hadvezér, Szuvorov tábornok és a terület kormányzója, G. A. Patyomkin herceg irányításával történt. Szuvorov 1778. szeptember 18-án kelt jelentése szerint 31 386 keresztényt – 18 408 görög, 12 598 örmény, 219 grúz és 161 valah (moldáv) – személyt költöztettek át.

### Városalapítás
Mariupolt a Krím-félszigetről áttelepülő görögök alapították 1779 körül. A krími Bahcsiszaraj közelében lévő barlangtemplomban a görög metropolita már 1778 tavaszán bejelentette, hogy a keresztény közösséget áttelepítik. 1779. május 21-én (más forrás szerint 1778. március 9-én) kelt II. Katalin rendelete, amely földterületeket és kedvezményes letelepedési feltételeket biztosított a Krímből (és Anatóliából) érkező – zömmel ortodox – keresztényeknek.
A görögöknek sikerült elérniük, hogy ne kelljen másokkal keveredniük és a tengerparti részre is települhessenek. Így a Kalmiusz torkolatánál tervezett és 1778-ban épp hogy építeni kezdett orosz Pavlovszk települést Patyomkin herceg parancsára elköltöztették (vagy csak átnevezték?), és a területet a Krímből érkezett görögök kapták meg. Felépülő városukat a krími Mária-szurdokban (Mariam-Dere) fekvő keresztény szent helyről nevezték el, ahol az Uszpenszkij- (Istenanya elszenderedése-) barlangtemplom állt (és áll ma is), és ahol a Krímből való kivonulásukat először jelentették be.
Mariupolban 1795-ben 469 ház állt, ezek negyede kőből épült. A kereskedelem központja a Kalmiusz torkolatánál lévő tengeri kikötő volt.

### 19. század
1800-ban vámhivatal létesült, 1809-ben pedig kikötői igazgatóságot alapítottak. Az Azov-vidéken és a Kalmiusz folyó környékén fokozatosan 24 görög kolónia jött létre. 1809-ben Mariupol központtal létrehozták a Mariupoli görög körzetet, amely a taganrogi városvezetéshez tartozott ugyan, de  viszonylagos autonómiát élvezett, amit csak az 1850-es években szüntettek meg. Az 1820-as években a kormányzat újabb betelepítéseket kezdett: a sztyepp – még mindig ritkán lakott – területeire német mennonitákat hívtak be, később lengyeleket, bolgárokat és részben zsidókat telepítettek le. Mariupolba olasz kereskedő-vállalkozókat vonzott a kialakuló gabonakereskedelem.
A város 1874-ben a Mariupoli ujezd (járás) székhelye lett. A kereskedelem és az ipar gyors fejlődését elősegítette a várost a Donyec-medencével összekötő vasútvonal (Jelanovka–Mariupol, 1882) és az új mélyvízi kikötő megépítése (1886–1889). 1886-ban megalapították az Azovi Hajójavító üzemet. 
1895-ben Mariupol lélekszáma 30 922 fő, lakóinak kb. 52%-a görög volt. Forgalmas tengeri kikötőjében elsősorban a Dnyeper vidékén termesztett gabonát (főként búzát és árpát), repce- és kendermagot, illetve ezekből olajpogácsát, lenmagot, valamint a Donyec-medencében bányászott szenet szállítottak külföldre. A városban ekkor 64 ipari üzem, köztük egy gőzmalom, hat bőrgyár, két vasöntöde és vasárugyár működött.
Az 1890-es évek második felében két vasgyár épült a városban: a Nikopol-Mariupol Kohászati Társaság, illetve a belga (?) érdekeltségű Providance vállalkozásában. Ettől kezdve Mariupol a kohászat egyik központjává vált.

### A Szovjetunióban
A szovjet korszak kezdetén a két vasgyári vállalkozást államosították és egyesítették, (1924-től a vállalat neve Iljics [Lenin] Vas- és Acélgyár), később bővítették és korszerűsítették, nevét 1984-ben Iljics Mariupoli Kohászati Üzemre változtatták.
A szovjet iparosítás idején a Kalmiusz bal partján egy újabb nagy acélkohászati kombinátot is létesítettek, amely napjainkban Azovsztal néven ismert. Ehhez 1930-ban külön teherkikötőt kezdtek építeni a vasérc fogadására. A Kercsi-félsziget lelőhelyéről tengeri úton szállították a foszfátos vasércet (később a Krivij Rih-i [oroszul: Krivoj Rog] lelőhelyről vasúton is), a Donyec-medencéből pedig vasúton a kohászathoz szükséges kőszenet. A kombinátban 1933-ban csapoltak először nyersvasat és 1935-ben kezdték meg a Martin-acélgyártást.
A második világháború alatt a város 1941. október 8. és 1943. szeptember 10. között német katonai megszállás alatt állt. Ezalatt a város súlyos anyagi károkat szenvedett és sok ezer ember halt meg vagy lett deportálva, köztük a holokauszt részeként a város zsidó lakossága.
A gyárakat a megszállás idején lerombolták, de a háború utáni években helyreállították, majd bővítették őket.
1948-ban Mariupolt "Zsdanov"-ra keresztelték át a szovjet kommunista politikus, Andrej Zsdanov után, aki a városban született. A város neve 1989-ben újra „Mariupol” lett.

### Orosz-ukrán háború
A Majdan-i forradalmat követően, 2014-ben oroszbarát tiltakozások törtek ki Kelet-Ukrajnában, így Mariupolban is.
A 2022-ben megindult orosz invázió során a városban a sokemeletes épületek min. 90%-a és a magánházak min. 60%-a megsérült vagy megsemmisült.
A városban történt harcok befejezését követően az oroszok elkezdték a város újjáépítését. 2024-ben a Financial Times arról számolt be, hogy a polgárok százai kénytelenek befejezetlen házakban lakni, ahol „a mennyezetből szivárog a víz, gyenge minőségű javítási munkákat végeztek, a nyílászárókat pedig rosszul szerelték fel”. Ezzel szemben a ZDF „nagyszabású rekonstrukciókról” beszél, és hogy Oroszország iskolákat és egész lakóházakat épít a háború utáni városban. Az Azovi Politechnikai Állami Egyetem 2023 szeptemberében 6 ezer hallgatóval elindulhatott és a Mariupoli Állami Egyetem is 2000 diákkal. A cikk kiemelte az Illicsivetsz sportkomplexum és a Primorszki Park helyreállítását, és azt, hogy újra nyitva tart 500 bankfiók. Az intenzív osztályos kórház korszerűsítése várhatóan csak később fejeződik be, de kevesebb mint másfél év alatt létrehozták a Szövetségi Orvosi és Biológiai Ügynökség multidiszciplináris egészségügyi központját.

## Népessége

### Népességváltozás
| Lakosok száma | 5289 | 7440 | 40 825 | 221 529 | 283 570 | 503 000 | 519 000 | 492 176 | 453 623 | 449 498 |
|               | 1858 | 1864 | 1926   | 1939    | 1959    | 1979    | 1989    | 2001    | 2016    | 2017    |

### Etnikumok
2002-ben etnikailag az ukránok kevesebb mint a lakosság felét adták, de a legnagyobb százalékot (48,7%); a második legnagyobb etnikum az orosz volt (44,4%). 
Egy 2017. június–júliusi felmérés szerint az ukránok aránya Mariupol lakosságában 59%-ára nőtt, az oroszok aránya pedig 33%-ra csökkent.
Jelentős görög etnikai kisebbség is él a városban.

## Gazdaság
Ipari központ. Az ukrán kohászat egyik legfontosabb központja és fontos tengeri kikötő.
Nehézipara jelentős, a városban két acélmű is működik.
2014. június 13-tól a Donecki terület ideiglenes székhelye.

## Híres emberek

### Itt születtek
- Arhip Kuindzsi görög származású festőművész (1841–1910); róla nevezték el a helyi szépművészeti múzeumot, melyet az orosz erők a 2022-es orosz invázió idején, márciusi 21-én lebombáztak.[15]
- Andrej Alekszandrovics Zsdanov kommunista politikus; a II. világháború után róla nevezték el a várost Zsdanovnak.

## Galéria

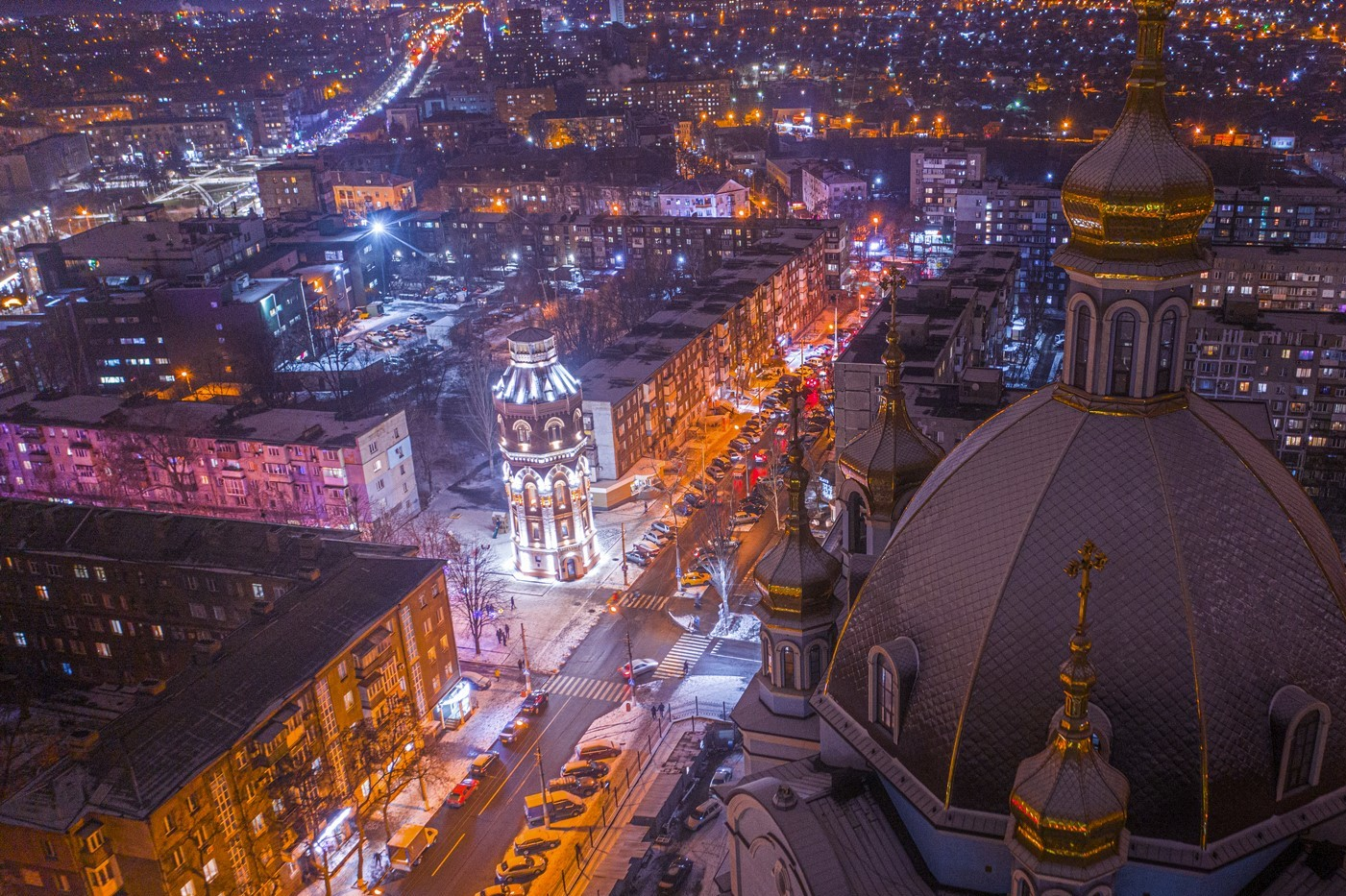
Városkép
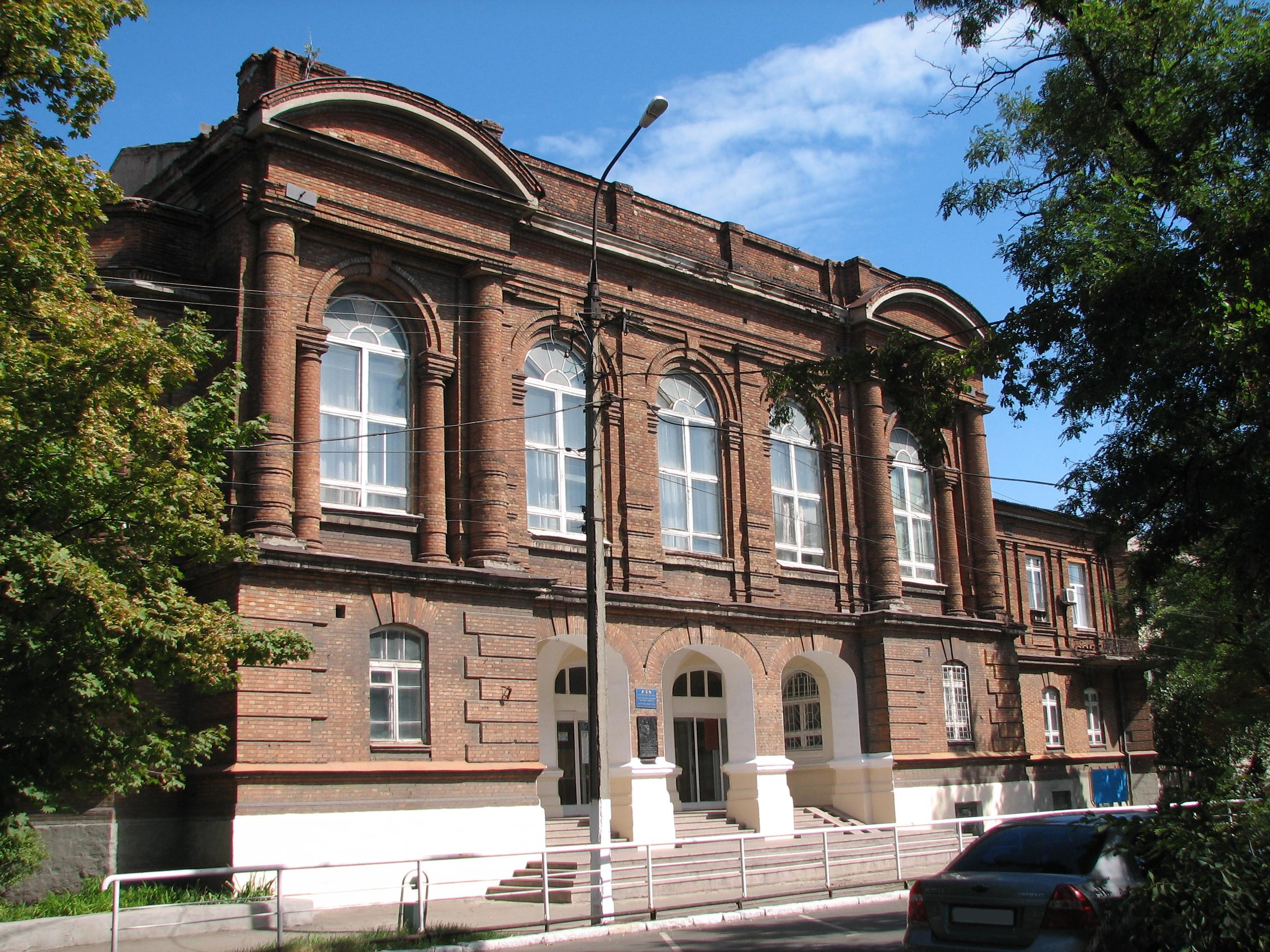
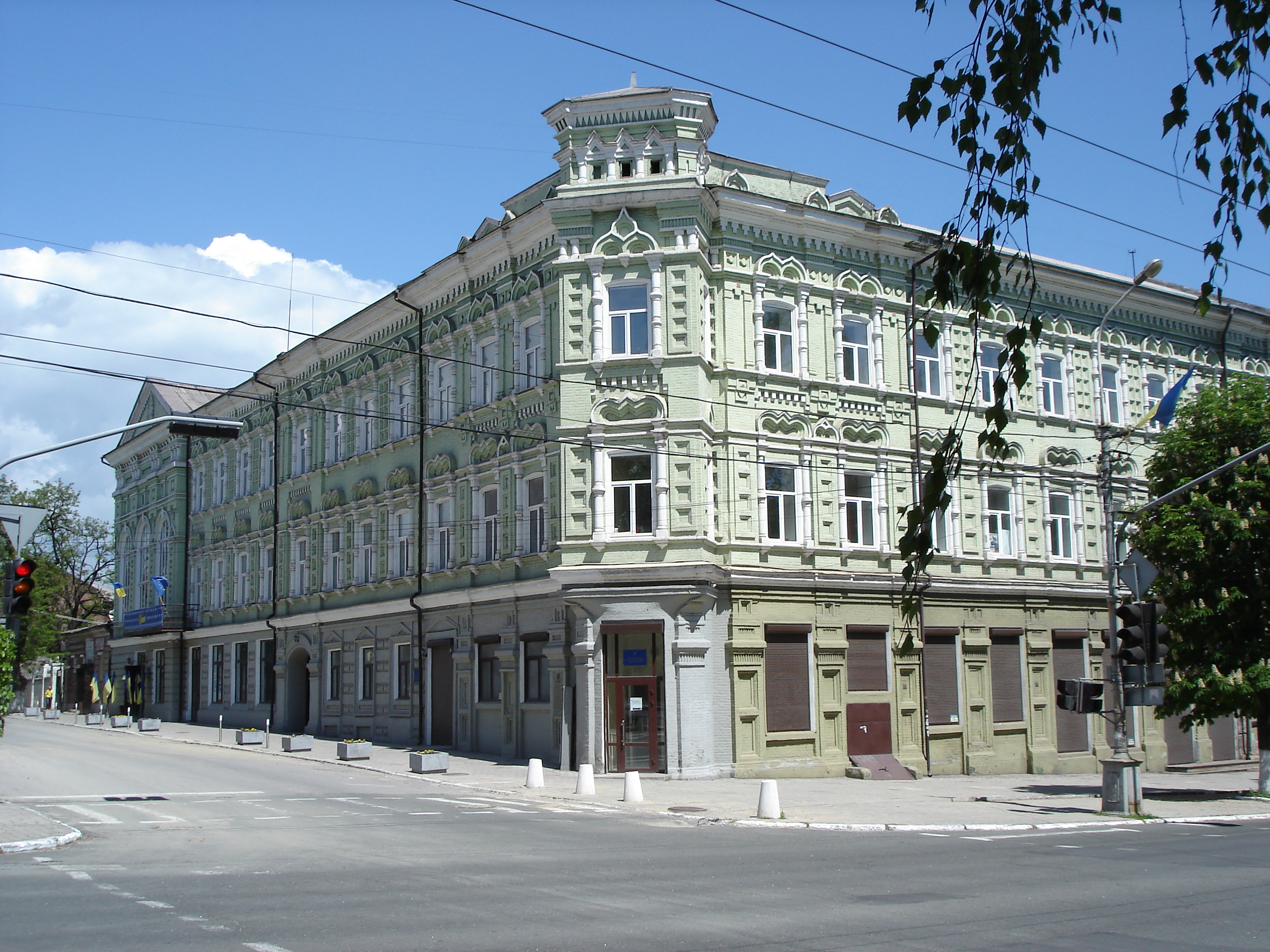
Az „Ifjúsági” Kultúrpalota
Szt. Miklós-székesegyház
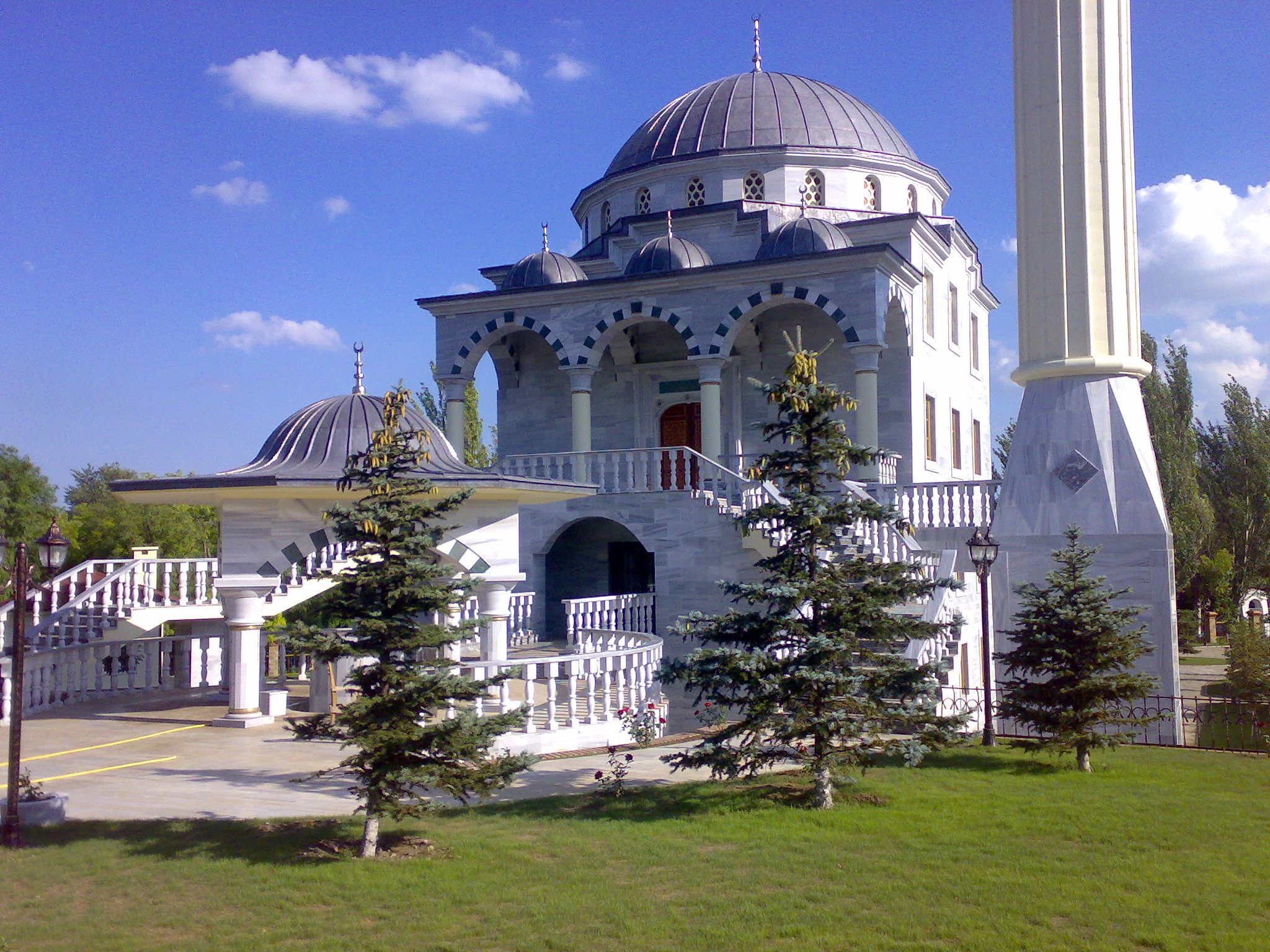
Városi mecset
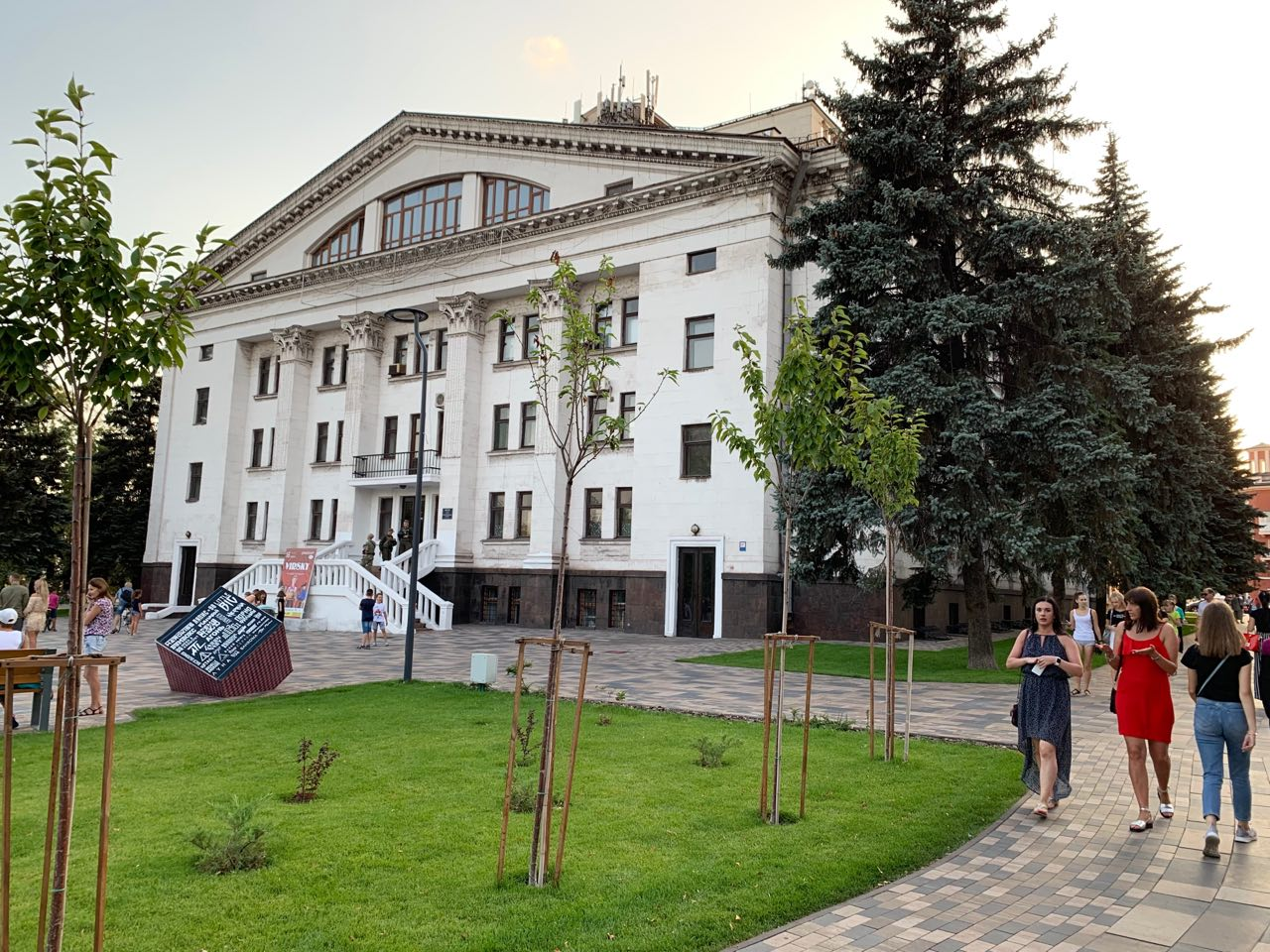
A drámaszínház
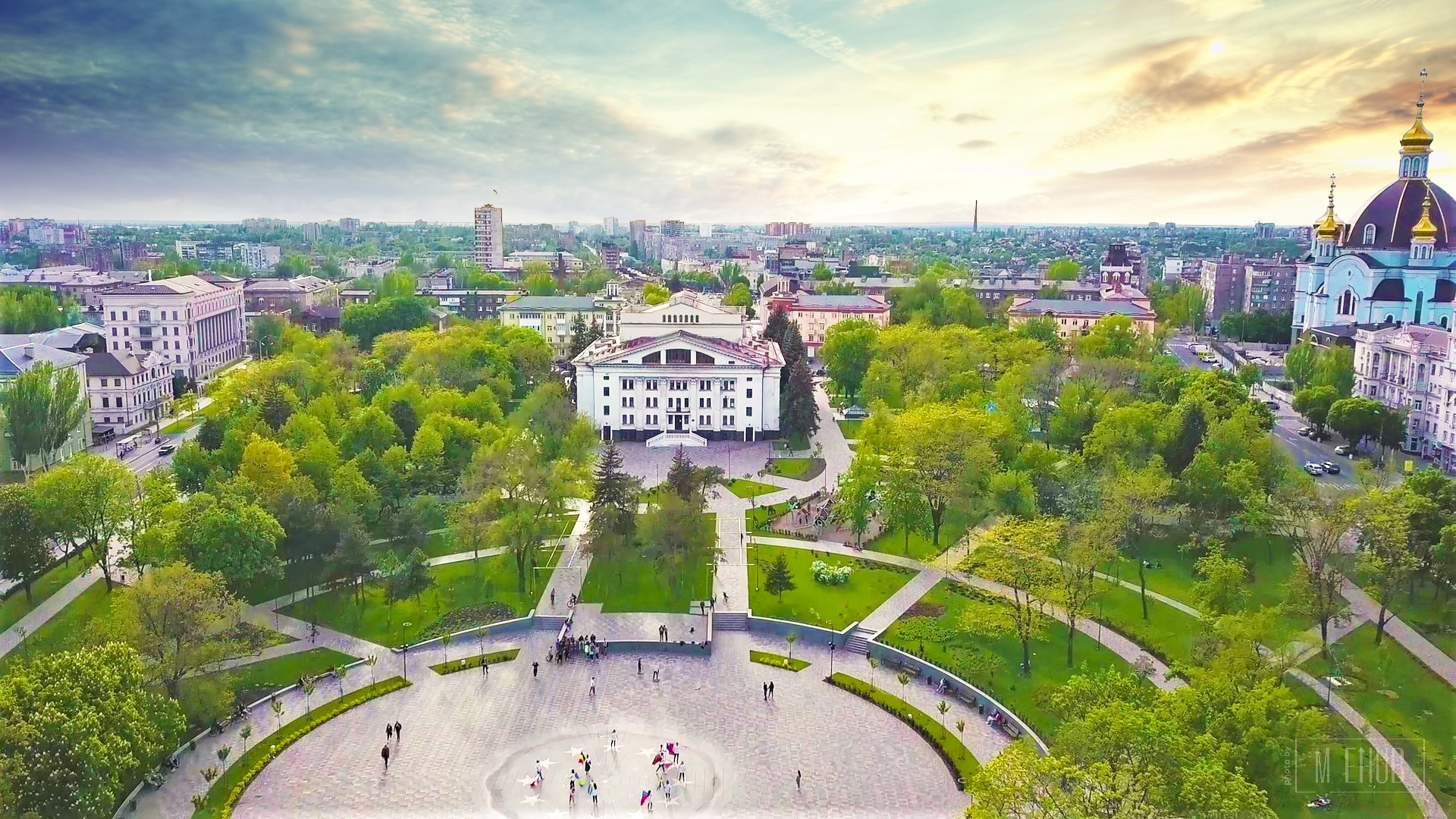
A Színház-tér
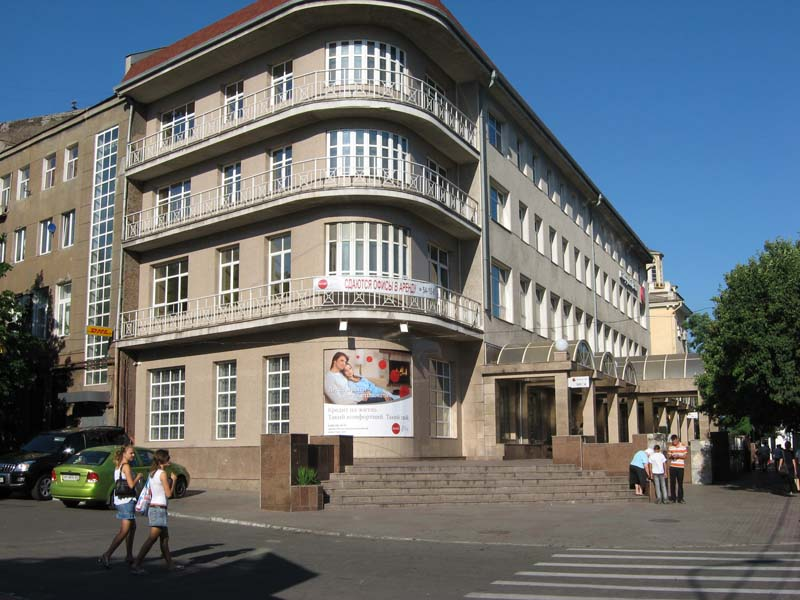
Banképület
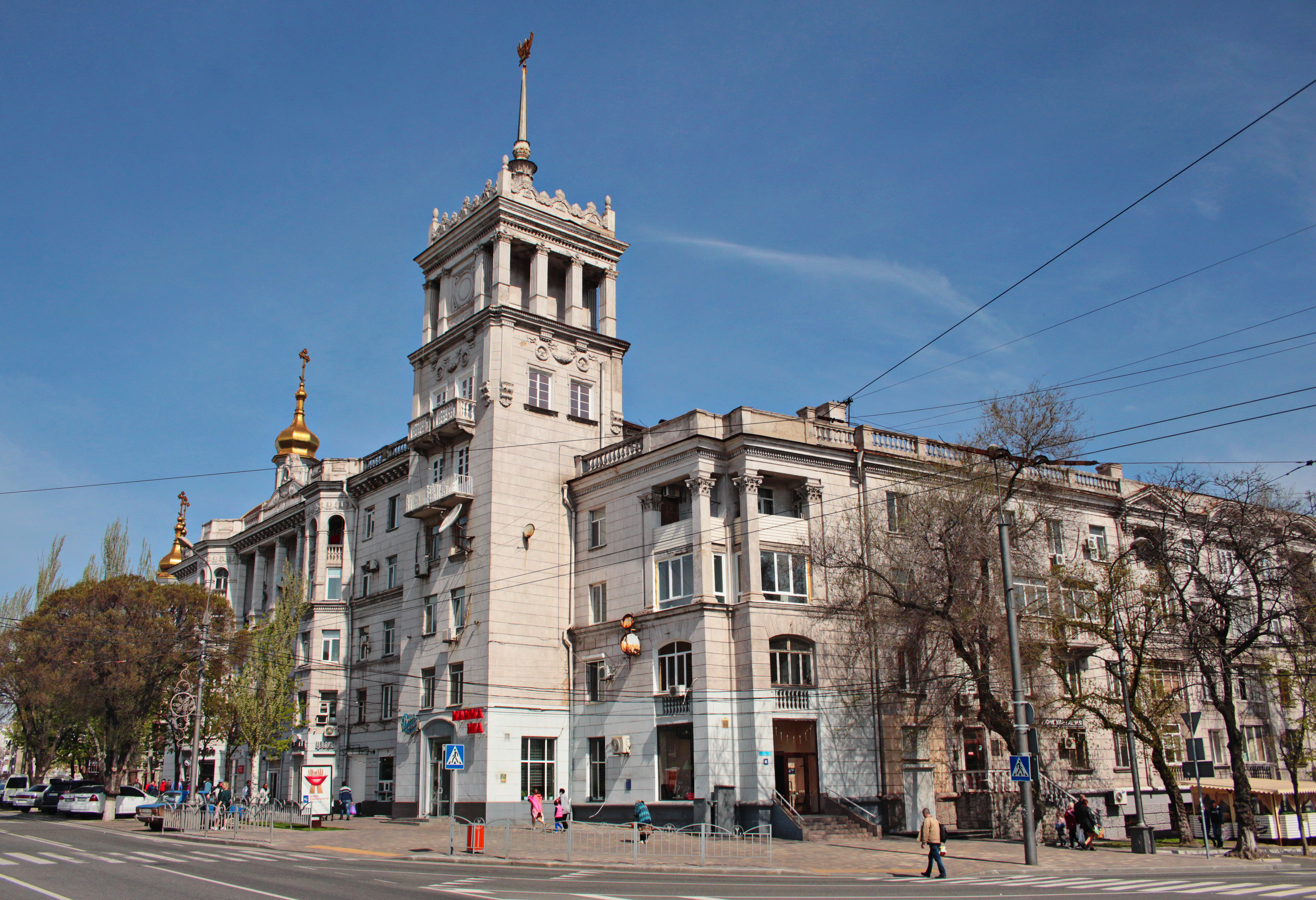
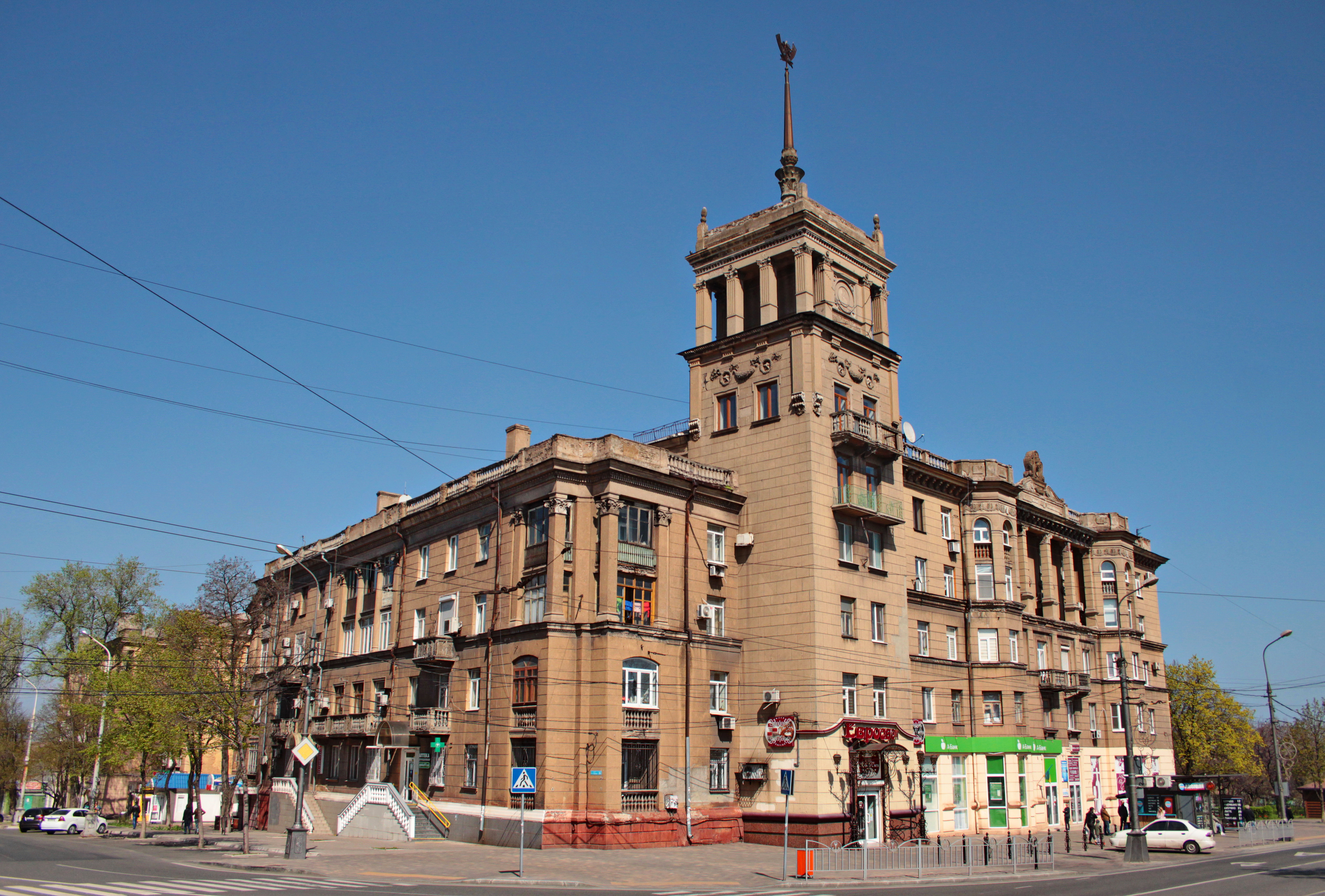
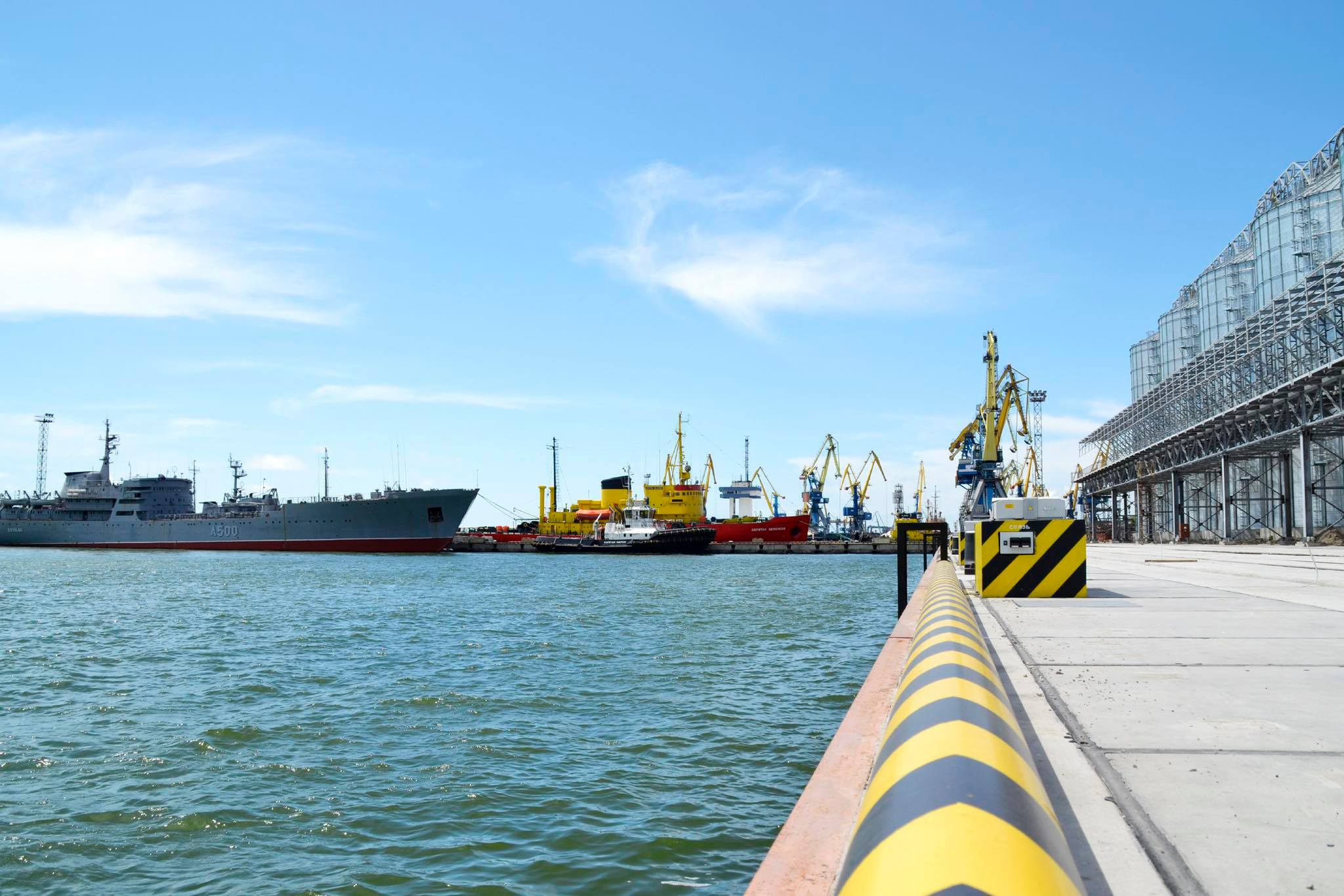
A kikötő